# 哈里納昆達烏帕齊拉
哈里納昆達乌帕齐拉是孟加拉国切尼達縣的一个乌帕齐拉，位於庫爾納专区的切尼達縣。。

## 人口
據1991年孟加拉國人口普查，哈里納昆達共有戶數27,408戶，人口162078人。其中男性佔比51.57%，女性佔比48.43%；成年人口79,363人。該地7歲以上人口之平均識字率為20.8%，低於全國平均值（32.4%）。